# Йосипівка (Шептицький район)
Йосипі́вка — село в Україні, у Шептицькому районі Львівської області. Населення становить 242 особи.
Колишня німецька колонія Йозефдорф (нім. Josefdorf, пол. Jozefow, Юзефув), у якій у 1880 р. проживало 375 чол. (більшість — німці протестантського віровизнання).
Храм збудований 1846 у центрі Йосипівки і до 1940 року був німецькою протестанською кірхою. Після війни радянська влада перетворила його на склад. Після встановлення незалежності України колишню святиню передали в користування греко-католицькій громаді, яка освятила храм на свято Собору св. архистратига Михаїла.
У селі проживав Рій Василь Іванович, що брав участь в російсько-українській війні та загинув в липні 2016 року. Похований на місцевому цвинтарі.